# Saint-Arnoult-en-Yvelines (tổng)
Tổng Saint-Arnoult-en-Yvelines là một tổng của Pháp, tọa lạc tại tỉnh Yvelines trong vùng Île-de-France của Pháp.

## Phân chia hành chính
Tổng Saint-Arnoult-en-Yvelines được chia thành 17 xã:
- Ablis: 2 705 dân
- Allainville: 293 dân
- Boinville-le-Gaillard: 496 dân
- Bonnelles: 2 162 dân
- Bullion: 1 799 dân
- La Celle-les-Bordes: 842 dân
- Clairefontaine-en-Yvelines: 800 dân
- Longvilliers: 442 dân
- Orsonville: 240 dân
- Paray-Douaville: 162 dân
- Ponthévrard: 471 dân
- Prunay-en-Yvelines: 846 dân
- Rochefort-en-Yvelines: 774 dân
- Saint-Arnoult-en-Yvelines: 5 671 dân
- Saint-Martin-de-Bréthencourt: 588 dân
- Sainte-Mesme: 866 dân
- Sonchamp: 1 485 dân